# Юриняк Анатолій Богданович
Анатолій Богданович Юриняк або Анатоль Юриняк — псевдонім. Справжнє ім'я — Юхим Павлович Кошельник —  (*8 грудня 1902 , с. Копачівка, біля Проскурова, нині Хмельницького району Хмельницької обл. — †23 лютого 1996, Лос-Анджелес, штат Каліфорнія)- український літературознавець, журналіст, редактор, член ОУП «Слово».

## З біографії
Народився в родині вчителя церковно-приходської школи та заможної селянки. Після закінчення початкової школи та гімназії у Кам'янець-Подільському 1920 року вчителював у м. Лянцкорунь, де захворів на висипний тиф і повернувся до батьків. Від 1922 до 1927 року вчителював у навколишніх селах Баламутівка, Іванівка, Головчинка, Росоша. Вступив до Київського Інституту Професійної Освіти, який готував вчителів середніх шкіл. Через «неблагонадійність» був позбавлений стипендії і мусив складати екстерном.
Працював нічним коректором у видавництві часопису «Пролетарська Правда», а потім коректором і літредактором у видавництві «Соцвидав».
1936 року одружився і переїхав до Красногорівки на Полтавщину, де влаштувався в агротехнікумі викладачем мови й літератури.
1940 року зголосився до набору охочих вчителювати у Чернівецькій області, де працює інспектором міської нароствіти Хотина. Після початку ІІ Світової війни повернувся на Хмельниччину. Працює у газеті «Український голос». Через гестапо змушений переїхати в Кам'янець-Подільський, де працює в тижневику «Подолянин». В грудні 1943 року переїздить до Львова, потім Кракова, зрештою, до Дрездена, де працює на фабриці. Після авіабомбування, переїздить до Кафбойрена, де зустрів кінець війни.
Упродовж трьох років працює в редакції «Українських вістей» у Новому Ульмі.
1949 року переїхав до США, де окрім фізичної праці, розгорнув літературну діяльність, друкуючись в українських виданнях. Автор рецензій на книги Л.Плюща, В.Гарби, Л.Коленської, С.Кузьменко, Ю.Мовчана, Діми, численних статей на громадсько-політичні теми.

## Творчість
Автор комедії «Справжня наречена»; книжок «Літературний твір і
його автор», «Творчі компоненти
літературного твору», «Літературні
жанри — повісті, поеми і драми», «Критичним пером», «Літературознавство» та інших.
1922 року надруковано перший вірш у газеті «Сільська біднота»
Перший надрукований твір п'єса із життя скитальців — «На далеких шляхах» надукований у Детройті 1955 року. Пізніше вийшли збірка поезій «Людям і собі» (1964), збірка оповідань «Камікадзе падає сам» (1973).
Окремі видання:
- Юриняк А. Засоби і способи поетичного вислову: Скорочений курс поетики для шкіл і самонавчання. — Новий Ульм, 1966. — 69 с.
- Юриняк А. Камікадзе падає сам. Оповідання й фейлетони. –Лос-Анджелес, Каліфорнія, 1973.– 184 с.
- Юриняк А. Критичним пером (Частина 1). Літературно-критичні статті, нариси, нотатки. Лос-Анджелес, 1974. — 318 с.
- Юриняк А. Літературний твір і його автор: Монографія літературного факту і критичні нариси. –Буенос-Айрес: Перемога, 1955. — 289 с.
- Юриняк А. Літературні жанри малої форми. — Вінніпег: Тов-во «Волинь», 1981. — 118 с.; К.:Смолоскип, 1996. — 129 с.
- Юриняк А. Людям і собі. Збірка поезій. — Чикаго, 1964. — 140 с.
- Юриняк А. На далеких шляхах. П'єса в 5 діях з життя українських скитальців. — Б. м.: Україна,1955. — 56 с.
- Юриняк А. Пам'яті Крутянців //Крути: Збірка у пам'ять героїв Крут / Упор. О. Зінкевич, Н.Зінкевич –К.: Смолоскип, 2008. — С. 334—335.
- Юриняк А. Справжня наречена. Комедія. 2-е вид. — Лос-Анджелес, Каліфорнія, 1971. — 40 с.
- Юриняк А. Творчі компоненти літературного твору. — Чикаго, 1964. — 67 с.
- Юриняк А. Літературні жанри ч. 2 : Повість, поема, драма. Лос-Анджелес, 1979. — 368 с.
- Юриняк А. Критичним пером (Частина 2). Літературно-критичні статті, нариси, нотатки. Лос-Анджелес, 1987. — 240 с.
- Юриняк А. Критичним пером (Частина 3). Літературно-критичні статті, нариси, нотатки. Вінніпег, 1990. — 320 с.

## Наукова діяльність
1955 року у видавництві «Перемога» в Буенос-Айресі вийшла праця з літературознавства «Літературний твір і його автор», а 1964 року в Чикаго надруковано «Мистецькі компоненти літературного твору». Пізніші праці — «Засоби і способи поетичного вислову», «Критичним пером», «Літературні жанри», «Літературознавство», збірка «Критичним пером» (у 2 частинах).